# Suprax
SUPRAX (8488) ist ein Markenname für ein Borosilikatglas der Firma Schott AG, der exklusiv in Lizenz von der Firma Auer Lighting GmbH genutzt wird. Es wird wegen seiner erhöhten Alkali-Beständigkeit als (Sicherheits-)Schauglas eingesetzt und aufgrund des niedrigen thermischen Ausdehnungskoeffizienten und günstiger optischer Eigenschaften zur Herstellung von Reflektoren, Linsen und Kollimatoren genutzt.
1911 wurde die Marke SUPRAX beim Reichspatentamt angemeldet und 1912 eingetragen. 1916 wurde die Marke MAXOS für Laborglas eingetragen.
Erstmals 1971 wurde SUPRAX in der Komposition „8488“ hergestellt. Die Komposition „8486“ weist eine gute Verschmelzanpassung für Wolfram auf (Einsatz als Lampenkolben).

## Zusammensetzung
SUPRAX besteht aus
- 76 % Siliciumdioxid (SiO2)
- 12 % Bortrioxid (B2O3).
- 6 % Natriumoxid (Na2O)
- 4 % Aluminiumoxid (Al2O3)
- 1 % Bariumoxid (BaO)
- 1 % Zirkonoxid (ZrO2)

## Eigenschaften
Die mechanischen, optischen und chemischen Eigenschaften sind hier angegeben.
| Eigenschaft                    | Wert                                                         |
| ------------------------------ | ------------------------------------------------------------ |
| Brechungsindex                 | {\displaystyle n_{\text{d}}=1{,}4812}                        |
| Abbe-Zahl                      | {\displaystyle \nu _{\text{d}}=65}                           |
| Thermo-optischer Koeffizient   | {\displaystyle dn/dT\approx 0}                               |
| Dichte                         | {\displaystyle \rho =2{,}31~\mathrm {g\;cm^{-3}} }           |
| E-Modul                        | {\displaystyle E=67\cdot 10^{3}~{\rm {N~mm^{-2}}}}           |
| Relative Dielektrizitätszahl   | {\displaystyle \varepsilon _{\text{r}}=5{,}4}                |
| Wärmeausdehnungskoeffizient    | {\displaystyle \alpha =4{,}1\cdot 10^{-6}~\mathrm {K^{-1}} } |
| Wärmeleitfähigkeit             | {\displaystyle k=1{,}2~{\rm {W~K^{-1}~m^{-1}}}}              |
| Spezifische Wärmekapazität     | {\displaystyle C=800~{\rm {J~kg^{-1}~K^{-1}}}}               |
| Maximale Arbeitstemperatur     | {\displaystyle T_{\rm {max}}=450~{\rm {^{\circ }C}}}         |
| Temperaturwechselbeständigkeit | {\displaystyle \Delta T=130~{\rm {K}}}                       |
| Glasübergangstemperatur        | {\displaystyle T_{\rm {g}}=545~{\rm {^{\circ }C}}}           |

Als Borosilikatglas verhält sich SUPRAX gegenüber den meisten Chemikalien nahezu inert:
|                   | Hydrolytische Beständigkeit | Säurebeständigkeit | Laugenbeständigkeit |
| ----------------- | --------------------------- | ------------------ | ------------------- |
| Test gemäß        | ISO 720 Class 1 (HGA1)      | ISO 1776           | ISO 695 Class A2    |
| max. Abtrag       | 0,1                         | < 100 µg Na2O/dm²  | > 75 – 175 mg/dm²   |
| max. Abtrag MAXOS | 0,05                        | < 60 µg Na2O/dm²   | > 100 mg/dm²        |